# Cygaro

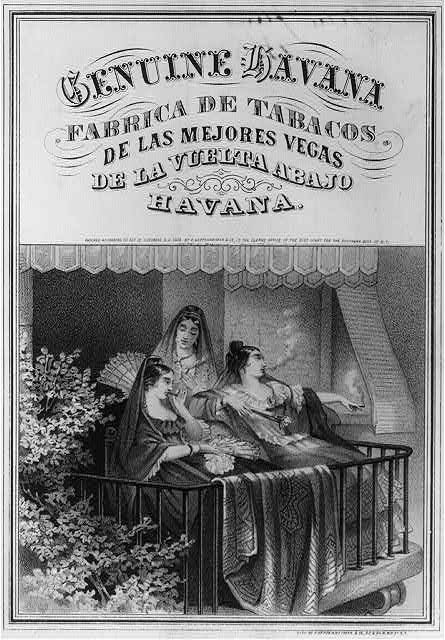
Reklama cygar

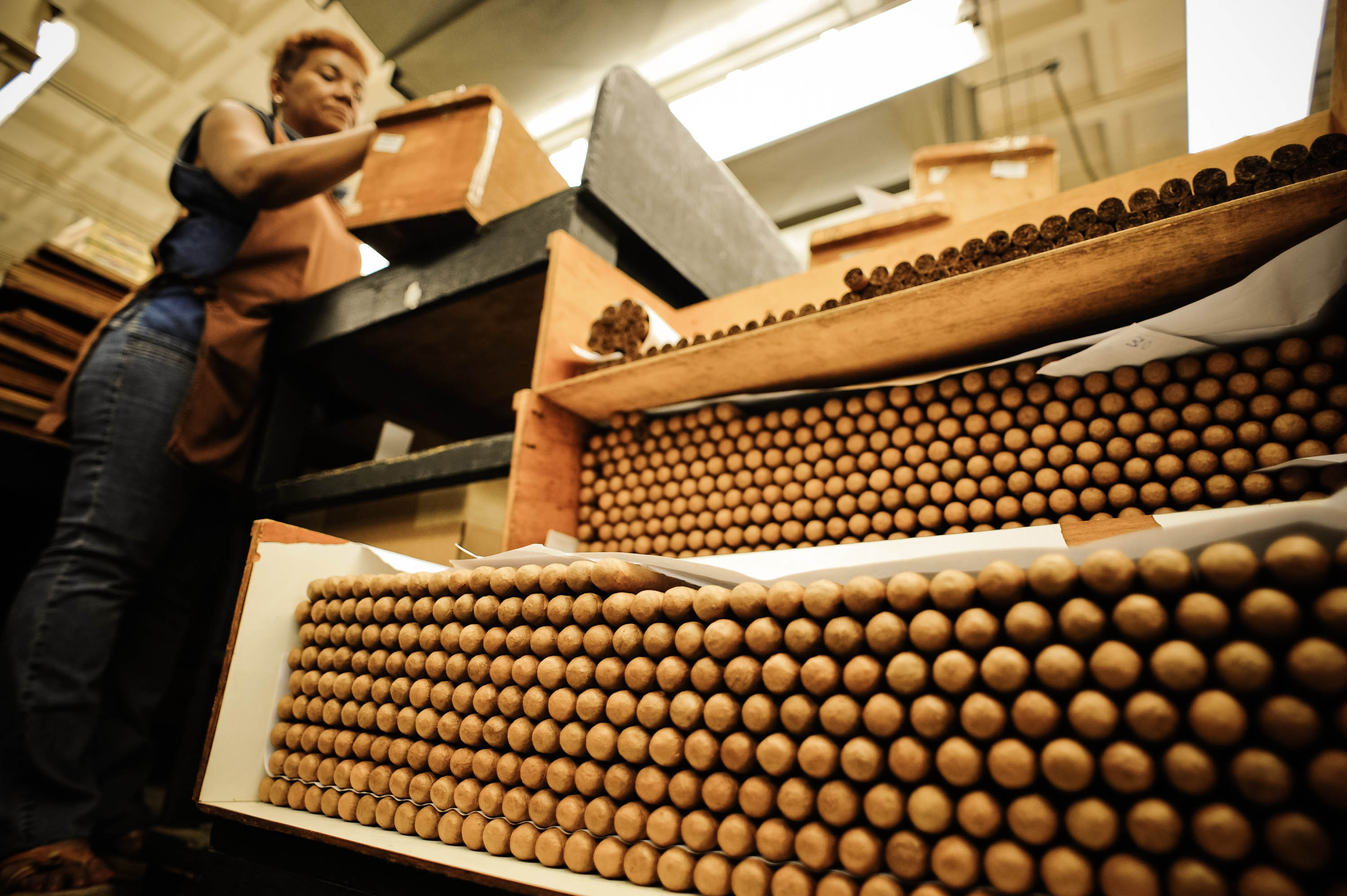
Produkcja cygar w jednej z fabryk w La Romana w Dominikanie

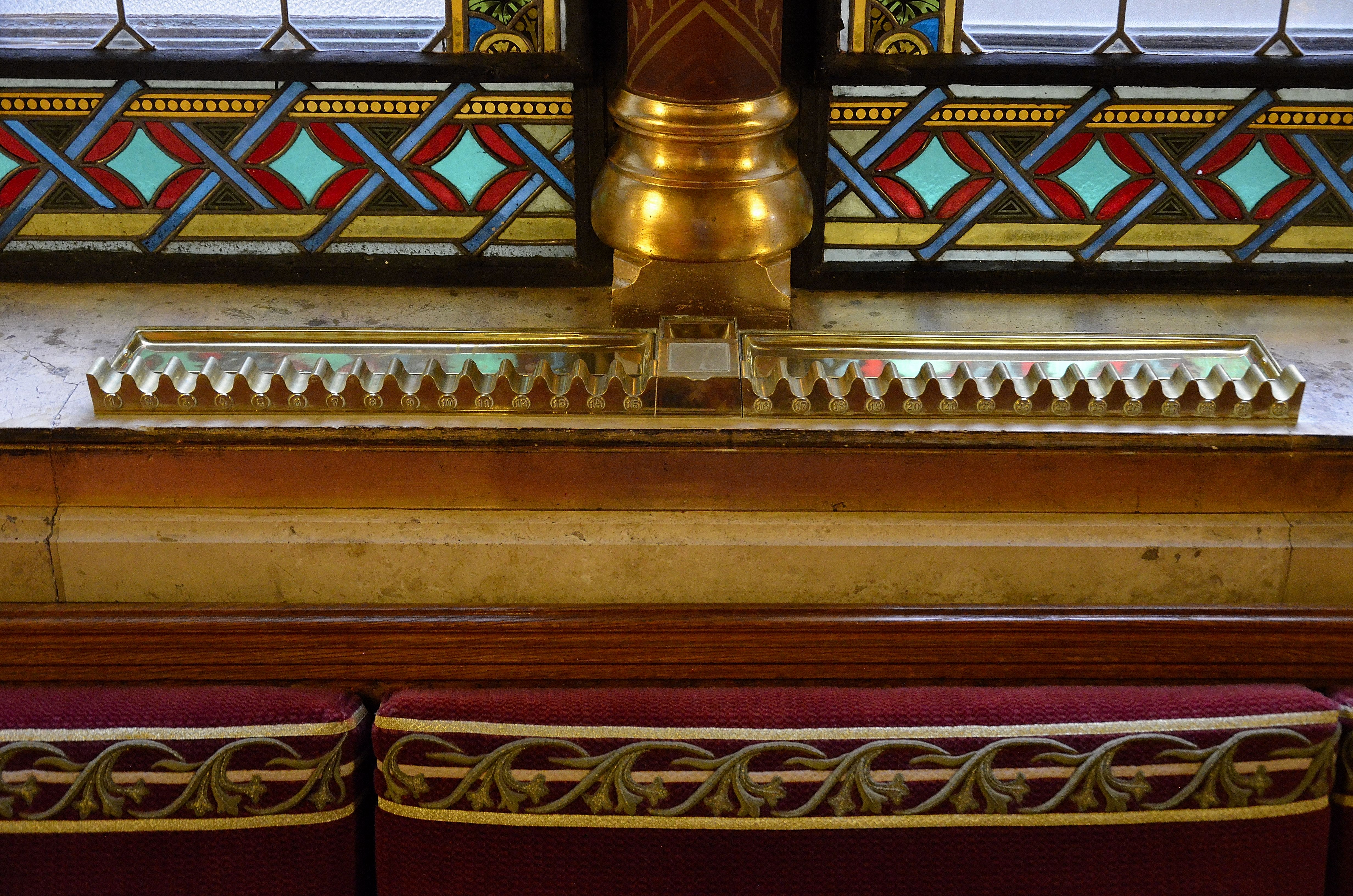
Popielniczka z numerowanymi miejscami na cygara w budynku parlamentu w Budapeszcie

Cygaro (hiszp. puro) – ułożone rurkowato, spreparowane i sklejone zwinięte liście tytoniu używane do palenia. Dzisiejsze określenie „cygaro” (ang. cigar – cygaro, cigarette – papierosy) prawdopodobnie pochodzi z języka Majów od słowa „sik'ar”, określającego właśnie palenie tytoniu.
Najbardziej markowe cygara są pakowane w pudełka z drewna cedrowego (humidor), które pogłębiają aromat cygar i chronią je przed wyschnięciem. Pudełka są wykonywane w dwóch wersjach: „pudełka ozdobne” ze sklejki cedrowej, oklejone etykietkami i ozdobnymi wykończeniami brzegów oraz „pudełko sekretarzyk” z mosiężnymi zawiasami i gwoździami, które nie zardzewieją w wilgoci pojemnika do przechowywania cygar sklepu tytoniowego. Producenci niezmiennie od XIX wieku aż do dzisiaj ozdabiają pudełka naklejkami zdobnymi w ornamenty.

## Historia
Zwyczaj palenia cygar rozprzestrzenił się po Europie z Hiszpanii, gdzie cygara z kubańskiego tytoniu były produkowane w Sewilli od 1717 roku. Do 1790 roku manufaktury cygar rozprzestrzeniły się na północ od Pirenejów – do Francji i Niemiec. Palenie cygar nie było popularne we Francji i Wielkiej Brytanii aż do wojny na Półwyspie Iberyjskim (1806–1812) przeciw Napoleonowi, kiedy to powracający brytyjscy i francuscy weterani spopularyzowali zwyczaj ich palenia, którego nauczyli się w Hiszpanii. W tym czasie fajkę zastąpiła tabaka, a cygara stały się modną metodą palenia tytoniu. Produkcja cygar ruszyła w Anglii w 1820 roku.
Wkrótce pojawiło się zapotrzebowanie na cygara wyższej jakości i sewille, jak nazywano hiszpańskie cygara, zostały odsunięte na rzecz pochodzących z Kuby (ówczesnej hiszpańskiej kolonii), dzięki dekretowi króla Hiszpanii Ferdynanda VII w 1821 roku.
Palenie cygar było tak popularne w Wielkiej Brytanii i Francji, że w europejskich pociągach pojawiły się wagony dla palaczy, a do klubów i hoteli wprowadzono specjalne pokoje – palarnie.
Powszechnie uważa się, że załoga Krzysztofa Kolumba odkryła cygara podczas eksplorowania Kuby. Jej mieszkańcy palili bardzo uproszczoną ich formę podczas swoich religijnych ceremonii. Cygara były zawinięte w kukurydzę i wypełnione liśćmi tytoniu. Załoga Kolumba szybko przejęła zwyczaj palenia i przywiozła próbki złotego liścia do Hiszpanii. Z początku uważano palenie za rytuał pogański, który karany był więzieniem. Taki los spotkał jednego z członków załogi Kolumba. Jednak już po kilku latach palenie było szeroko akceptowane. Później Hiszpania zbudowała cały przemysł cygarowy, którego centrum była Sewilla – uważana obecnie za miejsce narodzin współczesnych cygar.
Z początku Hiszpanie przywozili surowce z Kuby i sami zwijali cygara. Jednak w roku 1821 Hiszpania zezwoliła Kubie na samodzielną produkcję cygar i tak narodziły się havany. W uznaniu za ten gest, Kubańczycy dostarczali każdego roku królowi hiszpańskiemu skrzynkę swych najlepszych cygar. Były to Trynidady.
W Stanach Zjednoczonych cygara stały się popularne w czasach Lincolna. Fabryki powstały w Nowym Jorku, Connecticut i w Pensylwanii.
Przemysł cygarowy prosperował doskonale aż do 1960 roku, kiedy to w USA, a następnie w innych krajach, zdano sobie sprawę ze szkodliwego wpływu palenia na zdrowie. W tym samym czasie Stany nałożyły embargo na Kubę, zakazujące przywozu dóbr z Kuby do Stanów Zjednoczonych.

## Budowa

### Budowa zewnętrzna cygara

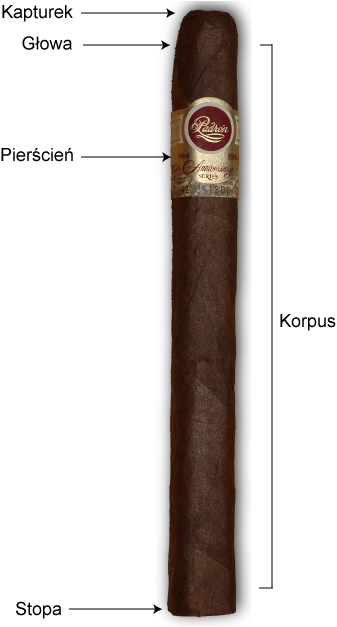
Anatomia cygara

Każde cygaro składa się z trzech elementów:
- stopy
- korpusu
- głowy

W cygarach ręcznie robionych, występuje jeszcze jeden element – kapturek. Jest to doklejany na końcu głowy krążek tytoniu, „zamykający” cygaro, a więc naklejany na pokrywę. Kapturek ma kilka zadań. Po pierwsze, powstrzymuje rozwijanie się korpusu. Po drugie jest elementem „wykańczającym”, stanowiącym o całości cygara. Kapturki kubańskich cygar są często zwinięte w charakterystyczny „świński ogonek”. Ponadto wskazuje, że cygaro jest hecho a mano, czyli wykonane ręcznie. Cygara maszynowe wykonywane są z tytoniu ciętego, tak więc poza pokrywą nie ma się tam co rozwijać. Cygara wykonywane maszynowo nie posiadają kapturków (maszyna nie jest w stanie nakleić tego elementu). Zamiast tego zostawia się otwór (dlatego w produkcji maszynowej nie ma potrzeby odcinania czegokolwiek).
Niektórzy producenci do cygar wykonanych maszynowo doklejają ręcznie kapturek i w ten sposób nazywają swoje wyroby hecho a mano. Jest to nagminne zwłaszcza w Stanach Zjednoczonych. W związku z tym, producenci cygar wykonanych ręcznie coraz częściej używają terminu totalmente a mano, co nie pozostawia najmniejszych wątpliwości co do sposobu wykonania cygara.
Kapturek jest elementem, który obcinamy przed degustacją, otwierając cygaro.
Pierścień – obecnie pełni funkcję reprezentacyjną, wskazując markę i ewentualnie kraj pochodzenia cygara. Pierścienie były koniecznością w przeszłości, gdy panowie palili cygara w białych rękawiczkach; aby ich nie brudzili, producenci zaczęli owijać cygara kawałkiem ozdobnego papieru.

### Budowa wewnętrzna cygara
Cygara ręcznie robione (określane jako long filler/długa wkładka) składają się z trzech elementów. W przekroju poprzecznym wygląda to następująco:
- wkładka (filler) – zasadnicza część cygara (i zarazem największa objętościowo); mieszanka liści silnie zwiniętych, stanowiąca o smaku i mocy cygara. Liście te owinięte są w zawijacz.
- zawijacz (binder) – liść „trzymający” wkładkę w całości, nie pozwalający się jej rozwinąć i nadający cygaru docelowy kształt. Liście zawijacza muszą być mocne i elastyczne, gdyż liście pokrywowe są zbyt cienkie i słabe by utrzymać konstrukcję cygara.
- pokrywa, owijacz (wrapper) – specjalnie wyselekcjonowany liść o maksymalnych walorach wizualnych nadający cygaru odpowiedni wygląd. Wbrew obiegowym opiniom wpływ pokrywy na smak i moc całego cygara to maksymalnie do 10%.

#### Rodzaje liści pokrywowych
Istnieje wiele rodzajów ozdobnych liści pokrywowych. Rozróżnia się je po wyglądzie i własnościach organoleptycznych, które są wynikiem odmiennych procesów fermentacyjnych.
- Candela, Double Claro, Jade, AMS – liść o intensywnie zielonym kolorze, uzyskiwany poprzez traktowanie parą wodną świeżo zebranych, młodych liści tytoniu i szybkie ich suszenie. Proces ten zapobiega fermentacji, podobnie jak w przypadku produkcji zielonego pieprzu i zielonej herbaty. Owijacze candela  są prawie pozbawione zapachu i smaku, dlatego używane są w produkcji cygar o łagodnym smaku i subtelnym zapachu. Niegdyś były bardzo popularne w USA, stąd nazwa AMS (American Market Selection).
- Claro – liść o bardzo jasnym, słomkowo-beżowym kolorze. Uzyskiwany głównie z roślin rosnących w cieniu poprzez krótką fermentację. Łagodny i aromatyczny, często używany w produkcji najznakomitszych cygar, ze względu na elegancki, jedwabisty wygląd. Najsłynniejsze owijacze tego typu są produkowane w Dolinie Connecticut, USA, znane jako Connecticut Shade z roślin rosnących pod osłoną paneli z gazy.
- Natural – liść o jasnym odcieniu, otrzymywany przez stosunkową krótką fermentację liści roślin hodowanych na otwartym słońcu. Jedna z najczęściej spotykanych odmian w tańszych cygarach ze względu na łatwość produkcji. Dobrej jakości jasne tytonie mają walory zapachowe kojarzące się z nowo zakupionymi produktami skórzanymi, stąd często spotykane określenie English leather.
- Colorado Claro – Brązowawy  liść pokrywowy, otrzymywany przez dłuższą fermentację niż przypadku owijaczy naturalnych. Często spotykany w cygarach kubańskich i dominikańskich.
- Colorado, Rosado – rdzawo-brązowy, często z charakterystycznym woskowym połyskiem, bardzo aromatyczny. Stosunkowo rzadko spotykana, a przez to ekskluzywna odmiana. Otrzymywany z najdoskonalszych liści roślin uprawianych na otwartym słońcu, często określanych jako VSG (virgin sun-grown).
- Colorado Maduro – ciemnobrązowe liście, poddane często dwukrotnej fermentacji. Typowe dla cygar z Kuby, Nikaragui i Hondurasu.
- Maduro – Liście o głębokim, czekoladowym odcieniu, poddane przynajmniej dwukrotnej i długiej fermentacji. Ich powierzchnia często jest nieregularna, czasem nieco łaciata. Maduro ma szereg koneserów, którzy uwielbiają charakterystyczny zapach, określany czasem jako „zapach stodoły”. Dobre klasyczne maduro pochodzą z Kuby,  Nikaragui, Hondurasu, a czasem również z Brazylii. Tańsze maduro bywają sztucznie barwione, co jest uważane za oszustwo. Maduro może barwić skórę palców, nie jest to dowodem na jego podrabianie, o ile odcień jest naturalnie brunatny.
- Oscuro, Double Maduro – Liście o bardzo głęboko brązowym odcieniu, często czarne. Charakterystycznie oleiste. Uzyskiwane przez wielokrotną fermentację w wysokiej temperaturze. Tylko bardzo silne liście są w stanie przetrwać ten proces, dlatego pokrywa oscuro wygląda szorstko. Owijacze oscuro produkowane są na Kubie, w Nikaragui, Meksyku i Brazylii. Walory smakowe maduro i oscuro są zbliżone, często terminy te są stosowane niekonsekwentnie lub zamiennie.
- Dos Capas, Tres Capas – Capa to w języku hiszpańskim owijacz cygara. Dos Capas to stosunkowo rzadka, ozdobna odmiana cygara, pokryta dwoma różnymi rodzajami owijacza o kontrastowych kolorach, takimi jak candela i claro, lub claro i maduro. Jeszcze rzadziej spotyka się tres capas, wykonane z trzech różnych liści. Kombinacje te nie mają większego wpływu na walory smakowe cygara.

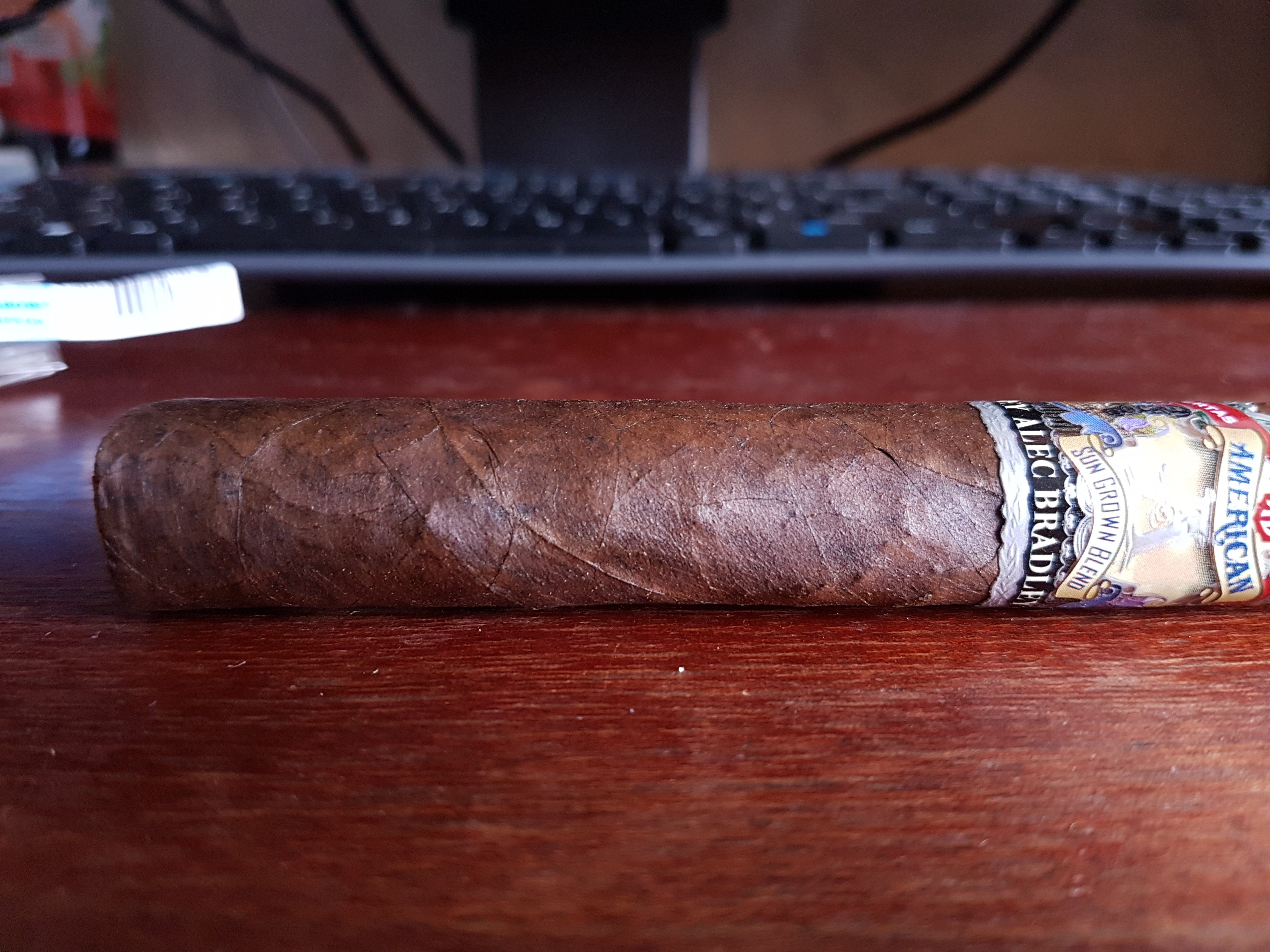
Liść pokrywowy MADURO

#### Rodzaje tytoni wkładkowych
Tytonie wkładkowe są dobierane do rodzaju cygara, żeby pozostawały w zgodzie z charakterem liści pokrywowych, stąd częsty przesąd wśród palaczy cygar, że owijacz determinuje smak cygara. Jasne tytonie są używane w cygarach typu claro i rosado, a ciemne, dłużej fermentowane w cygarach maduro. Ze względu na zawartość substancji oleistych, które determinują walory smakowe i postrzeganą „moc” cygara, tytonie wkładkowe dzielą się na:
- Volado – o łagodnym charakterze – otrzymywane z liści rosnących przy ziemi.
- Seco (hiszp. „suche”) – średnio mocne – otrzymywane z pośrodkowych liści pędu rośliny tytoniu.
- Ligero – tłuste, mocne i intensywne – otrzymywane z liści rosnących na szczytach pędu tytoniu.

#### Typy kształtów i wymiarów – (vitola)
Cygara produkowane są w niezliczonych formach i rozmiarach. Powstała równie ogromna liczba określeń na poszczególne kombinacje kształtów i rozmiarów. Wbrew pozorom, kształt i rozmiar mają duży wpływ na walory smakowe cygara.
Wpływ długości na smak – Po pierwsze, im dłuższe cygaro tym dłużej można się nim delektować. Dobrze zwiniętym presidente można się delektować nawet trzy godziny, churchillem półtorej godziny, robusto około godziny. Dłuższe cygara mają też większy potencjał do zmian smakowych. Wybitnej jakości cygara powinny zmienić swój charakter smakowy przynajmniej trzy razy w ciągu palenia. Cygara u których to zjawisko nie występuje nazywa się nudnymi, wada ta jest wybaczalna tylko w przypadku bardzo małych cygar. Pozostaje zagadką dlaczego cygara zmieniają smak. Na pewno mają tu wpływ metody zwijania tytoniu, sztuka mieszania tytoni wypełniających oraz zmiany chemiczne w czasie palenia.
Wpływ średnicy na smak – średnica cygara ma większy wpływ na walory smakowe niż jego długość. Cygara o małej średnicy palą się intensywniej, mają w związku z tym ostrzejszy smak. W wąskich cygarach większy jest wkład liści okrywowych w smak. Cygara o dużej średnicy palą się chłodniej, mają łagodniejszy i wysublimowany smak. Obecnie cygara o dużej średnicy są znacznie popularniejsze wśród koneserów, niemniej jednak wiele małych cygar ma spektakularne walory smakowe, zwłaszcza dla miłośników mocniejszych doznań. Stosunkowo rzadkie są cygara o zmiennej średnicy. Są one szczególnie cenione, ze względu na zwiększony potencjał do zmian smaku („niespodzianek”), oraz dlatego, że tylko najbardziej utalentowani zawijacze (torcedores) są w stanie opanować technikę ich wyrobu. Sam fakt, że cygaro zostało zwinięte przez wysoko wykwalifikowanego specjalistę podnosi jego walory smakowe. Najsłynniejszym żyjącym torcedore jest emerytowany pracownik fabryki La Corona w Havanie, Rodolpho Taboada. Cygara zwinięte przez Taboadę, nawet z „domowych” tytoni, osiągają bardzo wysokie ceny na aukcjach.
Terminologia kształtów-rozmiarów (vitola) cygar jest bardzo rozległa i pełna nieścisłości. Niemniej warto ją znać, bardzo ułatwia zakup cygara o pożądanych walorach. Nazewnictwo wywodzi się z ojczyzny cygar, Kuby. Początkowo nazwy związane były z konkretnymi wytwórcami. Tak więc fabryka La Corona dała początek nazwie kilku vitoli „Corona”, Montecristo nr 2 dał początek viltoli „nr 2”. Później niektóre vitole kojarzone były ze znanymi osobami, tak więc Julietta nr 2 została Churchilem, Robusto zostało Rotschildem, a Cervantes Lonsdalem (od tytułu sir Hugh Cecila Lowthera, piątego Earla z Lonsdale). Obecnie wielu producentów nie przestrzega tradycyjnego kubańskiego nazewnictwa i wprowadza barwne nazwy w celach marketingowych. Np. cygaro petit corona z serii CAO Brazilia Cano Ozgenera nazwane zostało przez producenta piranha, co zresztą humorystycznie, lecz celnie oddaje jego walory smakowe.
Vitola dzielą się na dwie wielkie grupy: parejo – o kształcie cylindrycznym z płaską lub półkolistą głową, oraz figurado, o zmiennym kształcie i średnicy. Parejo mogą być wykonywane maszynowo, a mniejsze również przez czeladników. Figurado są wykonywalne tylko przez najlepszych torcedore
Długość cygar tradycyjnie podaje się w calach, a średnicę w 1/64 cala.
Tradycyjne vitola parejo:
- Corona
  - Cadete (4 1/2” x 36)
  - Minuto (4 1/3” x 42)
  - Carolina (4 3/4” x 26)
  - Trabuco (4 5/16” x 38)
  - Reyes (4 1/4” x 40)
  - Petit Bouquet, Perla (4” x 42)
  - Petit Corona (5” x 42)
    - Mareva (5 1/16” x 42)
    - Colonial (5 1/8” x 44)
    - Cosacos (5 5/16” x 42)
    - Standard (4 7/8” 40)
    - Almuerzo (5 1/8” x 40)
    - Cremas (5 1/4” x 39)
    - Veguerito (5” x 37)
    - Petit Cetros (5” x 38)

  - Hermoso nr 4 (5” x 48)
  - Robusto (5” x 50), zwane również Rothschild
  - Corona (5 1/2” x 42)
  - Eminente (5 1/5” x 44)
  - Nacionale (5 1/2” x 40)
  - Superiore (5 3/4” x 40)
  - Britannica (5 3/8” x 46)
  - Corona Extra (5 1/2” x 46)
    - Franciscano (5 5/8” x 44)
    - Corona Gorda (5 5/8” x 46)
    - Exquisitos (5 11/16” x 46)

  - Cristale (5 7/8” x 41)
  - Long Corona (6” x 42)
  - Taco (6 2/9” x 47)
  - Gordito (5 5/9” x50)
  - Edmundo (5 5/16” x 52)
  - Canonazo (5 15/16 X 52)
  - Toro (6” x 50)
  - Hermoso nr 2 (6 1/6” x 48)
  - Super Hermoso (6 1/2” x 48)
  - Lonsdale (6 1/2” x 42), dawniej Cervantes
  - Grand Corona (6 1/2” x 46)
  - Cazadore (3 3/8” x 44)
  - Partagas No. 16 (6 11/16” x 50)
  - Sublime (6 1/2” x 54)
  - Dalia (6 11/16” x 43)
  - Churchill (7" x 47), oryginalnie znana jako Julietta nr 2.
  - Paco (7 1/12” x 49)
  - Giant Corona (7 1/2” x 44)
  - Prominente (7 5/8” x 49)
  - Double Corona (7 3/4” x 49)

- Panatela, Laguito – dłuższe i cieńsze niż Corona
  - Small Panatela (5” x 33)
  - Seoane (4 15/16” x 36)
  - Short Panatela (5” x 38)
  - Carlota (5 5/8” x 35)
  - Palmita (6” x 32)
  - Slim Panatela (6” x 34)
  - Panatela, Laguito nr 2 (6” x 38)
  - Parejos (6 1/2” x 38)
  - Panetela Larga (6 7/8” x 28)
  - Palma (6 11/16 x 33)
  - Ninfa (7" x 33)
  - Long Panatela (7 1/2” x 38)
  - Delicados (7 9/16” x 38)
  - Laguito nr 1 (7 9/16” x 39)
  - Laguito Especial (7 1/2” x 39) – ulubiona vitola Fidela Castro

- Cigarillos – małe cygara
  - Entreacto  (3 15/16” x 30)
  - Placeras (4 7/8” x 34)
  - Laguito nr 3 (4 1/2” x 26)
  - Chico (4 1/6” x 29)

Stosunkowo nową innowacją są cygara parejo o kwadratowym, prostokątnym lub rzadziej trójkątnym przekroju (box pressed). Innowacja ta znacznie poprawia ciąg cygara, lecz wśród konsumentów cygar przyjęta jest z mieszanymi uczuciami.
Tradycyjne figurado
- Belicoso, Torpedo – cylindryczne jak parejo lecz ze stożkową głową, Torpedo są popularne wśród koneserów grubych cygar: stożkowa głowa ułatwia trzymanie cygara w ustach. Nową odmianą torpedo jest chiselito: zwężające się tylko w jednym wymiarze, jak ustnik klarnetu. Ten typ jest szczególnie wygodny do trzymania w ustach.
  - Campagna (5 1/2” x 52)
- Pyramid – stożkowate cygaro o szerokiej stopie równomiernie zwężające się ku maleńkiemu kapturkowi
  - Piramide (6 1/8” x 52)
- Perfecto – cylindryczne pośrodku, o zwężającej się stopie i głowie
  - Salomon (6 3/8” x 52)
- Presidente/Diadema – w kształcie parejo lecz powyżej 8 cali długości. Klasyfikowane jako figurado, ze względu na rzadkość i trudności w produkcji.
  - Diadema (8” x 48-52)
  - Palma Larga (9 1/8” x 55)
- Culebras (hiszp. węże) – trzy cieniutkie cygara owinięte helikalnie wokół siebie lub splecione jak warkocz. Culebras wywodzą się z tradycji, że pracownicy fabryki cygar dostawali pod koniec dnia darmowe cygara. Aby zapobiec oszustwom polegającym na podmienianiu darmowych cygar na lepszej jakości markowe, producenci zaczęli zginać darmowe cygara w culebras.
  - Culebra (5 6/8” x 39)

## Wpływ na zdrowie
Szkodliwość cygara dla zdrowia jest porównywalna do papierosowego dymu. Ich palenie zwiększa ryzyko zachorowania na raka, w szczególności raka jamy ustnej, schorzeń sercowo-naczyniowych oraz przewlekłego zapalenia oskrzeli.